# Amtsgericht Rüdesheim am Rhein

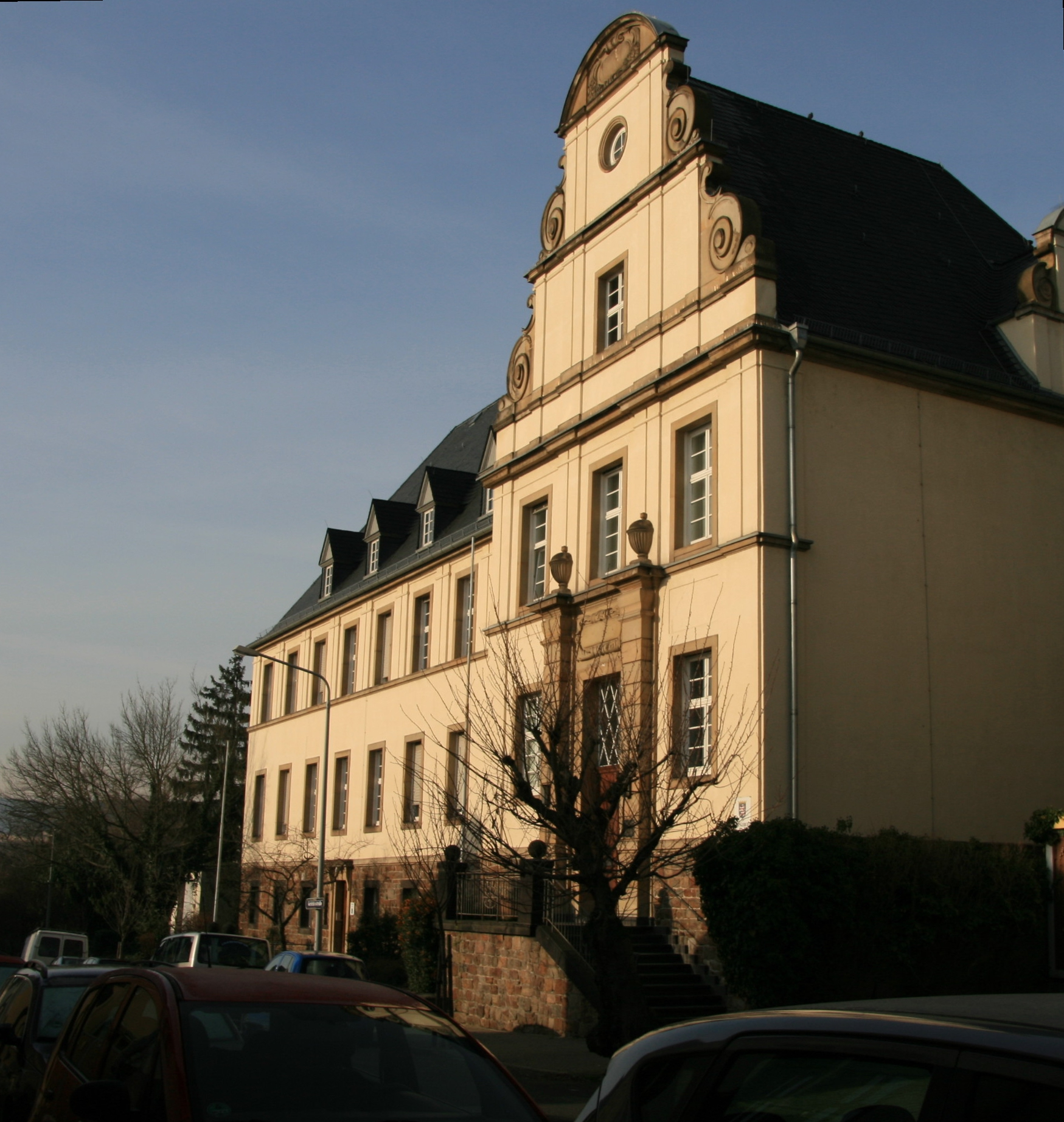
Amtsgericht Rüdesheim

Das Amtsgericht Rüdesheim am Rhein (AG Rüdesheim am Rhein) ist ein Gericht der ordentlichen Gerichtsbarkeit in Rüdesheim im Rheingau-Taunus-Kreis.
Zum 31. Dezember 2011 wurde eine Zweigstelle in Eltville am Rhein gemäß Beschluss des hessischen Landtags vom 15. September 2011 aufgelöst. Hintergrund ist ein Beschluss im Rahmen des Projektes Konsolidierung und Kompensation (KuK) des Hessischen Justizministeriums vom Juni 2010.

## Gerichtssitz und -bezirk

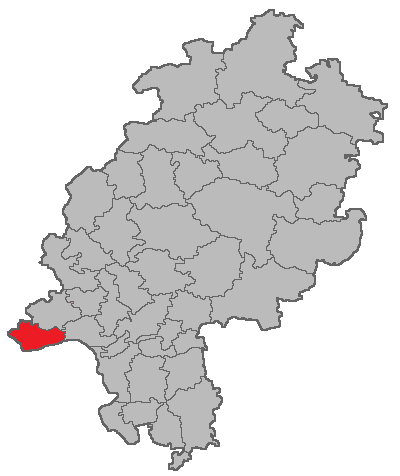
Lage des Amtsgerichtsbezirks Rüdesheim in Hessen

Der Sitz des Gerichtes ist in Rüdesheim am Rhein in der Gerichtsstraße 9. Der Gerichtsbezirk des Amtsgerichts Rüdesheim am Rhein umfasst die Städte und Gemeinden Rüdesheim, Lorch, Oestrich-Winkel, Geisenheim, Eltville am Rhein und Kiedrich (jeweils inklusive aller Stadt- und Ortsteile). Alle liegen im Rheingau-Taunus-Kreis.

## Geschichte
Nach der im Deutschen Krieg erfolgten Annexion des Herzogtums Nassau durch das Königreich Preußen erging im Juni 1867 eine Verordnung, die die bisherige nassauische Gerichtsverfassung komplett neu ordnete. Die bisherigen Gerichts- und Verwaltungsbehörden wurden aufgehoben und im rechtspflegerischen Bereich durch Amtsgerichte in erster, Kreisgerichte in zweiter und ein Appellationsgericht in dritter Instanz ersetzt. So bildete man aus dem bisherigen Amt Rüdesheim das Amtsgericht Rüdesheim im Kreisgerichtsbezirk Wiesbaden. Der Sprengel des Amtsgerichts bestand folglich aus den Gemeinden Rüdesheim, Aßmannshausen, Aulhausen, Eibingen, Espenschied, Geisenheim, Johannisberg, Lorch, Lorchhausen, Presberg, Ransel, Stephanshausen, Winkel und Wollmerschied. Anlässlich der Einführung des Gerichtsverfassungsgesetzes am 1. Oktober 1879 erfolgte die Zuteilung zum Bezirk des neu errichteten Landgerichts Wiesbaden sowie die Eingliederung der vorher zum Amtsgericht Eltville zählenden Orte Hallgarten, Hattenheim, Mittelheim und Oestrich.
Am 15. Juni 1943 wurde das Amtsgericht Eltville im Rahmen von Kriegsnotmaßnahmen in eine Zweigstelle des Amtsgerichts Rüdesheim umgewandelt, aber am 1. August 1949 bereits wieder als Vollgericht hergestellt.
Am 11. August 1972 wurde der nach Eltville eingemeindete Ortsteil Hattenheim an das dortige Amtsgericht zurückgegeben.
Als am 1. Januar 2005 das Amtsgericht Eltville zum zweiten Mal zur Zweigstelle des Rüdesheimer Gerichts heruntergestuft wurde, konnten schließlich auch die Gemeinden Eltville am Rhein und Kiedrich zugelegt werden.

## Übergeordnete Gerichte
Dem AG Rüdesheim am Rhein übergeordnet ist das Landgericht Wiesbaden. Im weiteren Instanzenzug sind das Oberlandesgericht Frankfurt am Main sowie der Bundesgerichtshof übergeordnet.